# Club Africain (Basketball)
Club Africain Basketball (arabisch النادي الإفريقي, DMG an-Nādī al-Ifrīqī) besteht seit 1956 und ist die Basketballabteilung des tunesischen Sportvereins Club Africain aus der Hauptstadt Tunis. Die Basketballsparte spielt in der höchsten Liga des Landes. Bisher hat man fünf Meisterschaften und sieben Landespokale gewonnen. Der größte Erfolg auf internationalem Parkett war die Bronzemedaille bei der 2014-Edition der FIBA Africa Basketball League. Man verlor das Halbfinale gegen das angolanische Team des CRD Libolo, den späteren Sieger des Turniers, besiegte dann aber im Platzierungsspiel den ägyptischen Vertreter Alexandria Sporting Club. Coach des Teams ist der Münchner Andreas Wagner.

## Geschichte
Die Basketballabteilung wurde im Jahr der tunesischen Unabhängigkeit gegründet. Das Basketballteam spielt seit der Saison 1979/1980 in der höchsten Spielklasse. Zwei Jahre nach dem Aufstieg Jahre besiegte man Étoile Sportive du Sahel mit 86-71 im Finale des Landespokals und konnte 1982 den ersten Titel der Abteilung verbuchen.
In der Saison 2013/14 wurden im Finale der Meisterschaft gegen ES Sahel drei Spiele ausgetragen. Beide Teams gewannen je ihre Heimspiele. Im letzten Spiel hat Club Africain auswärts mit 73 zu 63 gewonnen. Das Pokalfinale 2014 hat Club Africain mit 91:79 gegen die Basketballer des JS Kairouan gewonnen. In der darauffolgenden Saison konnte Club Africain nicht nur die Meisterschaft, sondern auch den Landespokal verteidigen und gewann somit zweimal in Folge das Double aus Meisterschaft und Pokal. Im Finale gegen US Monastir schlug Club Africain den Finalisten mit 79:69.

## Erfolge
| National | International                                                  |
| --- | -------------------------------------------------------------- |
| - Tunesische Meisterschaft (5) - Meister: 2004, 2014, 2015, 2016, 2025 - Vizemeister: 2023, 2024 - Tunesischer Pokal (7) - Pokalsieger: 1982, 1999, 2001, 2003, 2014, 2015, 2024 - Finalist: 1996, 2021, 2022, 2023, 2025 - Tunesischer Supercup (4) - Pokalsieger: 2003, 2004, 2014, 2023 - Finalist: 2024 - Tunesischer Ligapokal (4) - Pokalsieger: 1995, 1998, 2017, 2018 | - FIBA Afrikanische Champions League (0) - Bronzemedaille 2014 |

## Bekannte Basketballspieler des Vereins
- Hichem Zahi, Rekordspieler des Club Africain, der seine gesamte Karriere (1999–2022) beim Hauptstadtklub verbrachte
- Naim Dhifallah,  bekannt für seinen Buzzer-Beater-Dreipunktewurf 2004 zum ersten Meistertitel des Vereins
- Ziyed Chennoufi, deutsch-tunesischer Basketballer und Nationalspieler der tunesischen Basketballnationalspieler
- Marcus Haislip, ehemaliger NBA-Spieler, unter anderem für die San Antonio Spurs

## Heimhalle
Die Heimspiele trägt der Club Africain in Hallensportarten (Handball, Basketball, Volleyball) im Salle Chérif Bellamine aus. Die multifunktionale Halle wurde im Jahr 2001 erbaut.
Die Heimstätte wurde im Juli 2012 nach Chérif Bellamine (* 5. September 1940; † 24. Oktober 2011) benannt, welcher jahrelang Vereinspräsident war. Zuvor trug der Spielort den Namen Salle Gorjani.